# 安全模式

微軟視窗的安全模式

安全模式（英語：Safe Mode）通常指作業系統的一種特殊偵錯模式與一些軟件的一種運行模式。

## 作業系統的安全模式
對於Windows、Mac OS等作業系統來講，安全模式是一種特別操作模式，用於系統除錯。當系統在安全模式時，系統的功能會減少（例如以DirectX API寫成的程式不能運行），但是因為很多非內核的程式不會運行，所以比較適合於除錯。一個安裝好的作業系統只會在有重大問題時進入安全模式，例如硬碟問題、中電腦病毒和安裝了一些有問題或設計不良的軟件，而該軟件就阻礙作業系統的運作。 
每個作業系統的安全模式也有不同。一般來說，作業系統在進入安全模式時，只會載入小量的，必須的程式和驅動程式，而大部分的裝置均不能使用，除了最小的顯示與輸入需要外，其他的驅動程式均不會載入。
安全模式也可以作為一種平衡的，微型化的作業系統存在，這些作業系統與安裝在電腦上的作業系統之間沒有任何共用的設定參數。 例如微軟視窗的「修復主控台」－－一種基於命令列介面的偵錯模式，與微軟視窗本身分離。而微軟視窗本身也有數種不同的安全模式，啟動時不載入大部分的驅動程式。
安全模式通常提供不同偵錯工具，供用戶解決系統上的問題，使電腦回復正常。
安全模式也是絕大部分電子產品的除錯模式，例如手提電話與太空船。

### 進入安全模式的方法
微軟Windows 2000/XP/Vista/7的安全模式可以透過在開機時不斷按F8鍵進入（雖然微軟網站建議只需要按F8鍵一次，但是通常要按幾次才能進入）。對於安裝了數套作業系統，使用多重開機環境的電腦，在選擇作業系統的選單彈出時，按一次F8就可。Windows 8以後的Windows作業系統預設無法通過F8進入安全模式。
在類Unix的作業系統（如：Linux）裏，相類似的模式是單用戶模式，在這模式下，X視窗不會載入，並且只有根用戶才能登入。在Mac OS 6、7、8、9、X，類似的模式可以透過在開機時長按Shift鍵進入，以在不載入任何外掛的情況下載入作業系統。

## 軟件的安全模式
應用軟體有時也會使用安全模式，PHP的安全模式提供更嚴格的保安措施。
Mozilla Firefox的安全模式容許用戶移除阻礙瀏覽器載入的外掛，相對地，Internet Explorer可以運行「不載入外掛」模式與保護模式。

## 參看
- 作業系統
- 當機

## 外部連結
- 如何啟動電腦至「安全模式」https://web.archive.org/web/20050303001446/http://service1.symantec.com/SUPPORT/INTER/traditionalchinesekb.nsf/twdocid/20021018150235932
- Windows XP 安全模式開機選項說明http://support.microsoft.com/kb/315222/zh-tw （页面存档备份，存于）
- 你知道什麼是安全模式嗎？ - IT邦幫忙::IT知識分享社群:http://ithelp.ithome.com.tw/question/10003131 （页面存档备份，存于）
- 使用Win10安全模式 （页面存档备份，存于）